# Colección grandes
Colección grandes è una raccolta del gruppo spagnolo Jarabe de Palo, pubblicata nel 2004.

## Tracce
1. La flaca – 4:22
2. Depende – 4:24
3. De vuelta y vuelta – 5:45
4. Quiero ser poeta – 3:35
5. Agua – 4:14
6. Dos días en la vida – 6:22
7. El lado oscuro – 4:48
8. Realidad o sueño – 4:20
9. Viaje para locos – 4:20
10. Vuela – 3:30